# Seydim, Çorum
Seydim là một thị trấn thuộc thành phố Çorum, tỉnh Çorum, Thổ Nhĩ Kỳ. Dân số thời điểm năm 2010 là 970 người.